# 러진드라 캠벨
러진드라 캠벨(영어: Rajindra Campbell, 1996년 2월 29일~)은 자메이카의 육상 선수로 주 종목은 포환던지기이다. 2024년 하계 올림픽에서 남자 포환던지기 동메달을 획득했다. 
현재 자메이카 남자 포환던지기 국가 기록을 보유하고 있다.